# Ошибори
Ошибори (на японски: おしぼり) е влажна кърпа, която се предлага обикновено преди ядене за избърсване на лицето и ръцете. Тези ошибори, които се използват многократно, се предлагат през зимата горещи, а през лятото много често студени.

## Произход на думата
Думата ошибори произлиза от „шибори“ (изстисквам) с добавянето на префикса на вежливостта „о-“. В японските текстове се пише с хирагана (おしぼり), но понякога и с канджи (お絞り или 御絞り).

## Обикновени ошибори
Обикновените ошибори, които са направени от плат, се омокрят с вода, обикновено нагрята до висока температура и се изстискват. Дава се на клиента, за да почисти ръцете и освежи лицето си по време на ядене. Дава се по време на самолетни полети или други продължителни пътувания за освежаване. Използват се и в домашни условия.